# Dhimitër Orgocka
Dhimitër Orgocka (ur. 24 października 1936 w Korczy, zm. 1 stycznia 2021) – albański aktor i reżyser.

## Życiorys
Ukończył studia z zakresu literatury i języka albańskiego na Uniwersytecie Tirańskim. Po studiach podjął pracę aktora zawodowego w teatrze Andona Zako Çajupiego w Korczy. Na dużym ekranie zadebiutował w 1968 w filmie Horizonte te hapura, w którym zagrał jedną z głównych ról. Wystąpił w 9 filmach fabularnych. Za rolę w filmie Yjet e neteve te gjata został wyróżniony nagrodą państwową.
Od władz Albanii otrzymał tytuł Zasłużonego Artysty (alb. Artist i Merituar), Artysty Ludu (Artist i Popullit) i Wielkiego Mistrza (Mjeshter i Madh).
Jego żoną była aktorka Dhorkë Orgocka.

## Filmografia
- 1968: Horizonte te hapura jako Uran
- 1972: Yjet e neteve te gjata jako komisarz oddziału
- 1975: Rrugicat, qe kerkonin diell jako Antonio
- 1977: Flamur ne dallge jako kapitan statku
- 1978: Gjeneral Gramafoni jako kapitan Misir
- 1978: Pas gjurmeve jako ojciec Skendera
- 1985: Asgje nuk harrohet jako Fani
- 1986: Dasem e cuditshme jako Riza
- 1987: Perseri pranvere jako Dano Bregu
- 1989: Njerëz në rrymë jako Bani Bashari